# Elif Kırklar
Elif Kırklar (Ankara, l'1 d'octubre de 2001) és una tiradora turca amb diversos rècords nacionals de Turquia i és la primera esportista turca a participar en una final europea, el 2016 a Tallin. Kırklar, que va participar com a tiradora amb pistola 25 metres i acabar al 8è lloc, va ser la esportista més jove d'aquest campionat d'Europa.